# شیما رضایی
شیما رضایی مجری پیشین برنامه موسیقی هاپ در تلویزیون طلوع در افغانستان بود.

## زندگی‌نامه
شیما رضایی متولد ۱۳۶۰(خورشیدی) در یک خانوادهٔ روشنفکر در شهر سرپل یا شهر انبار، ولایت سرپل در شمال افغانستان بوده است. او به همراه خانواده‌اش پس از سقوط رژیم طالبان از پاکستان به افغانستان بازگشتند و در سال ۲۰۰۴ در تلویزیون طلوع مشغول به کار شد. پخش موسیقی و ترانه از تلویزیون طلوع اعتراضات زیادی را در قشر مذهبی و روحانیان ایجاد کرد و همچنین گردانندگی شیما رضایی هم مورد اعتراض محافل مذهبی قرار گرفت. شیما رضایی به علت وظیفه‌اش چندین‌بار تهدید شده بود. تا اینکه دو ماه پیش از قتلش از تلویزیون طلوع اخراج شد. وی در ۲۸ اردیبهشت (ثور) ۱۳۸۴ (۱۸ آوریل ۲۰۰۵) در سن ۲۴ سالگی به ضرب گلوله در خانه‌اش در کابل کشته شد. سارنوالی کابل در ۱۴ تیر (سرطان) ۱۳۸۴ اعلام کرد که تحقیقات نشان می‌دهد که شیما توسط یک تاجر سرای شهزاده شهر کابل به نام شاه محمود به قتل رسیده است. این شخص تحت تعقیب است ولی تا اکنون کسی بازداشت نشده است.
داکتران شفاخانه رابعه بلخی که جسد شیما رضایی را بررسی کرده اند تایید کردند که او مورد تجاوز جنسی قرار گرفته است.